# 6625 Nyquist
6625 Nyquist este un asteroid din centura principală, descoperit pe 2 martie 1981, de Schelte Bus.